# Dinopium rafflesii
El pito dorsioliva (Dinopium rafflesii) es una especie de ave en la familia Picidae.

## Distribución y hábitat
Se lo encuentra en Brunéi, Indonesia, Malasia, Myanmar, Singapur, y Tailandia.
Sus hábitats naturales son los bosques húmedos bajos subtropicales o tropicales, manglares subtropicales o tropicales, y bosques montanos húmedos subtropicales o tropicales.
Se encuentra amenazado por pérdida de hábitat.